# 第十一代諾森伯蘭伯爵約瑟林·珀西
約瑟林·珀西（Josceline Percy，1644年7月4日—1670年5月31日），第十一代諾森伯蘭伯爵，是一名英格蘭貴族。他是珀西家族的末裔。

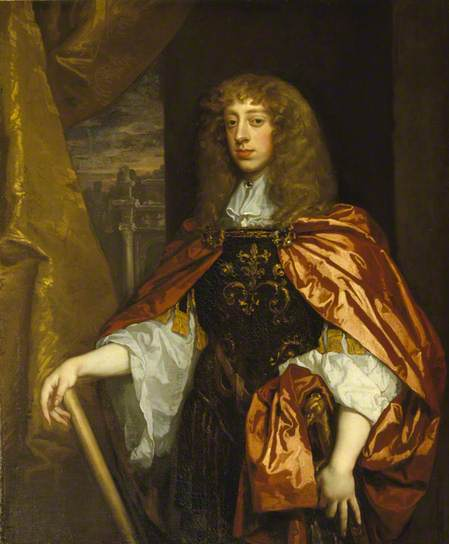
約瑟林·珀西

他是第十代伯爵阿爾吉儂·珀西的兒子。1662年約瑟林·珀西與伊麗莎白·懷奧斯禮結婚，她是庫務大臣南安普頓伯爵的女兒。他們有一子一女，但兒子夭折，女兒伊麗莎白嫁給薩默塞特公爵，伊麗莎白之子於1749年獲得諾森伯蘭伯爵頭銜（第五次冊封）。